# Parafia Matki Bożej Szkaplerznej i św. Piusa X w Jejkowicach
Parafia Matki Bożej Szkaplerznej i Piusa X w Jejkowicach – parafia rzymskokatolicka w dekanacie rybnickim archidiecezji katowickiej.

## Rys historyczny
Pierwsze informacje odnośnie do miejscowości pochodzą z XIII wieku. Jejkowice należały do parafii w Rybniku. Samodzielność duszpasterską osiągnęła w 1924–1926, w tych latach z posługą duszpasterską dojeżdżał kapłan z Kościoła Matki Bożej Bolesnej w Rybniku. Dnia 5 sierpnia 1929 erygowano w Jejkowicach lokalię, a 28 maja 1957 utworzono parafię. Pierwszy kościół pw. Matki Bożej Szkaplerznej powstał z tymczasowo, z przerobionej dla celów liturgicznych karczmy. Kościół poświęcony został 15 sierpnia 1929. Jesienią 1935 roku zakupiono ziemię pod nowy kościół. W 1936 roku Rada Parafialna za zgodą kurii diecezjalnej postanowiła kupić organy własnoręcznie zrobione przez jednego z parafian – Antoniego Wojaczka. Podczas działań wojennych wiosną 1945 roku kościół został doszczętnie zniszczony. 

## Kościół  parafialny
Nabożeństwa odprawiano w szkole, następnie w prywatnym mieszkaniu, aż w końcu w kaplicy utworzonej z baraku. Plany nowego kościoła zakładały, że będzie kościołem w stylu neogotyckim. 23 października 1949 bp Stanisław Adamski poświęcił nowy kościół pw. Matki Bożej Szkaplerznej i Piusa X. Inżynier Jan Affa był jego projektantem, a inżynier Kotas z Rybnika konstruktorem. Ołtarz główny oraz dwa ołtarze boczne zostały wykonane przez pracownika Akademii Sztuk Pięknych J. Potempę. W 1983 roku oddano do użytku dom katechetyczny. Kronika parafialna prowadzona jest od 1972 roku.

### Organy

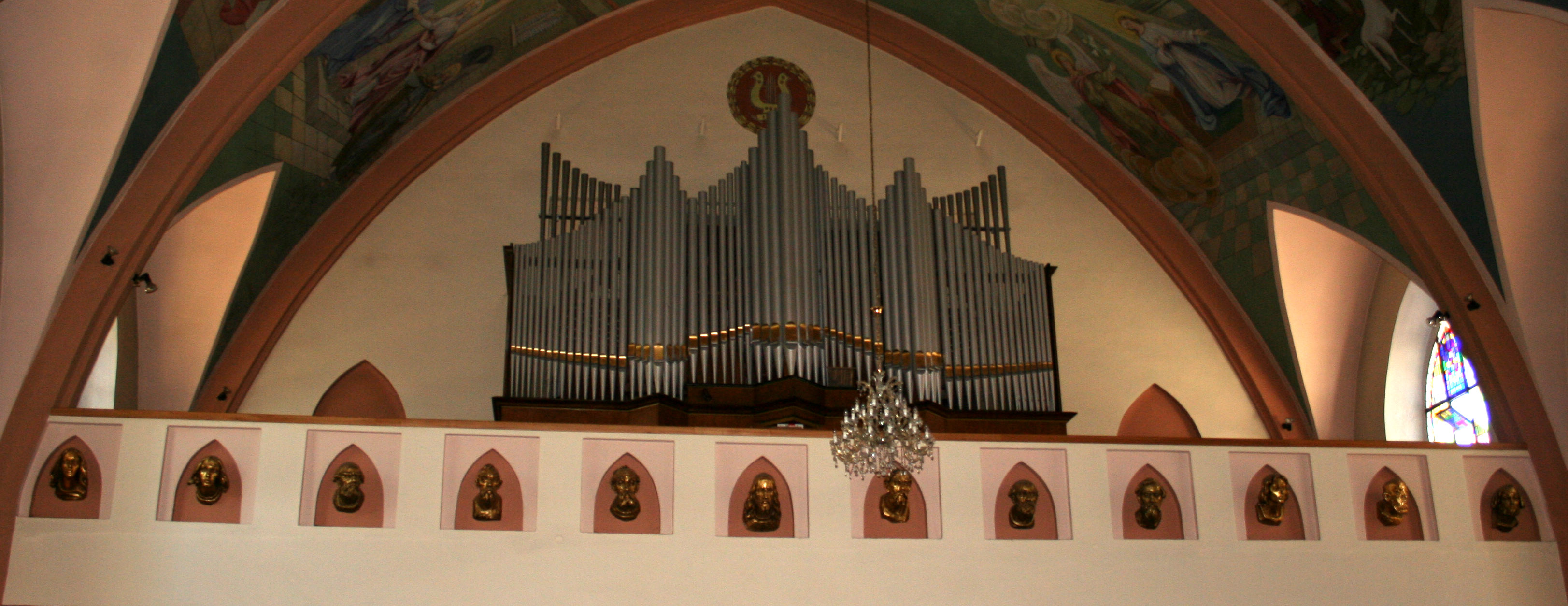
Organy w kościele, widok ze strony prezbiterium

W kościele na chórze znajdują się 29-głosowe organy piszczałkowe. Zostały zbudowane w 1960 roku przez organmistrza Ludwika Kuźnika. Instrument wyposażony jest w dwa manuały, klawiaturę nożną i trakturę pneumatyczną. Prospekt organowy w stylu modernistycznym, z płaską ścianą piszczałek zaaranżowanych w środkowej części w trzy, wysunięte ostrokątnymi ryzalitami wieże.

## Proboszczowie[4]
- ks. Jan Jarząbek lokalista (1929 – 1946)
- ks. Karol Orliński administrator (1946 – 1957), proboszcz (1957 – 1963)
- ks. Klemens Kosyrczyk (1963 – 1972)
- ks. Franciszek Konieczny (1972 – 1992)
- ks. Karol Matera (1992 – 2010)
- ks. Piotr Winkler (2010 – nadal)

## Grupy parafialne
Na terenie parafii działa kilka grup parafialnych:
- Ruch Światło-Życie zwany również Oazą,
- Oaza Rodzin,
- Mężczyźni Św. Józefa,
- Schola parafialna,
- Dzieci Maryi,
- Akcja Katolicka,
- Czciciele Bożego Miłosierdzia,
- Ministranci.

## Gazetka parafialna[5]
W parafii wydawane jest pismo „Królowa Karmelu”, które funkcjonuje jako miesięcznik.
Treść obejmuje wydarzenia, które wydarzyły się na terenie parafii, rozważania dotyczące liturgii słowa niedziel i uroczystości.
Wewnętrzna część okładki zawiera fotoreportaże z życia parafii.